# Metapone emersoni
Metapone emersoni är en myrart som beskrevs av Robert E. Gregg 1958. Metapone emersoni ingår i släktet Metapone och familjen myror. Inga underarter finns listade i Catalogue of Life.

## Bildgalleri

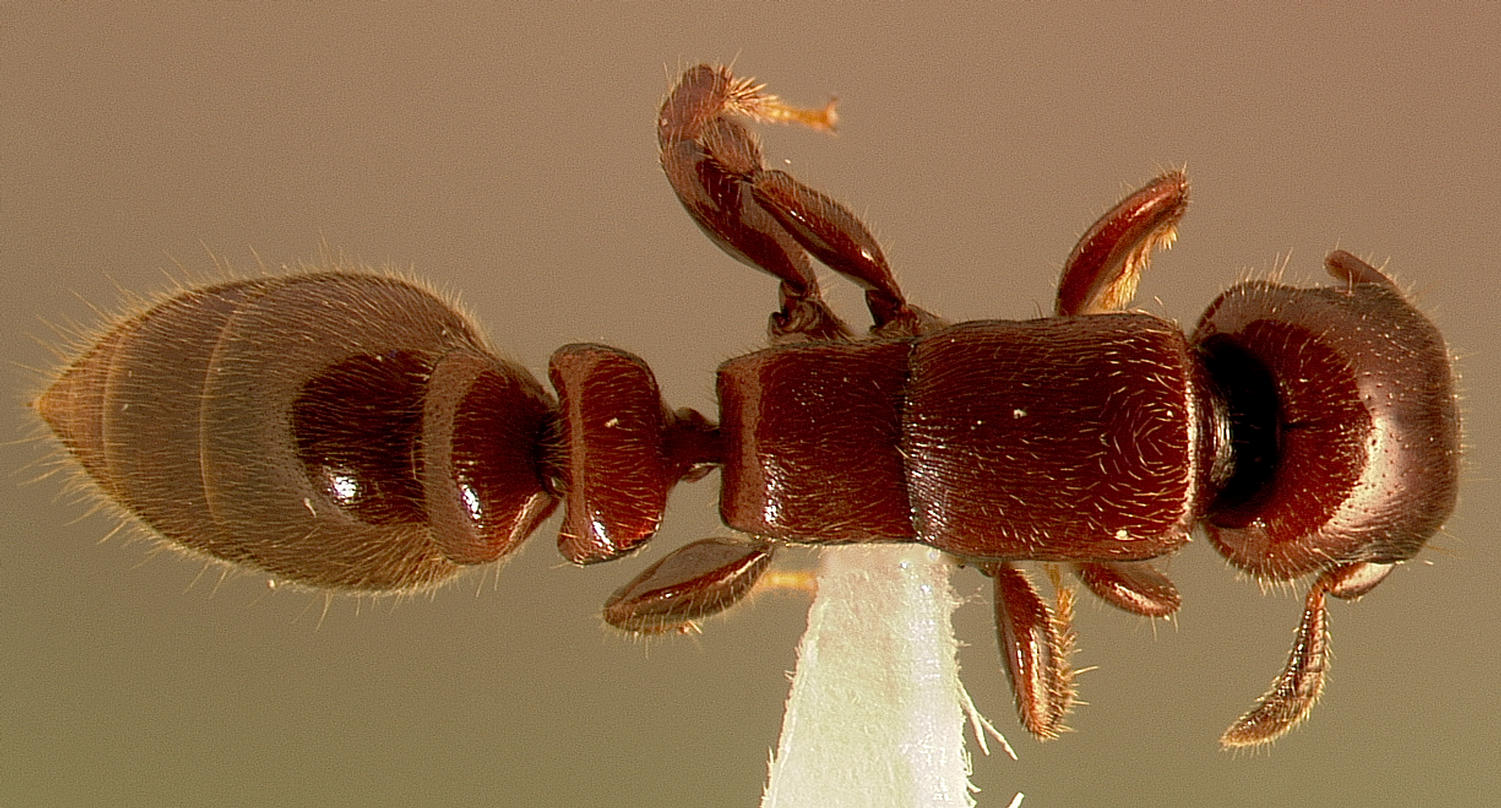
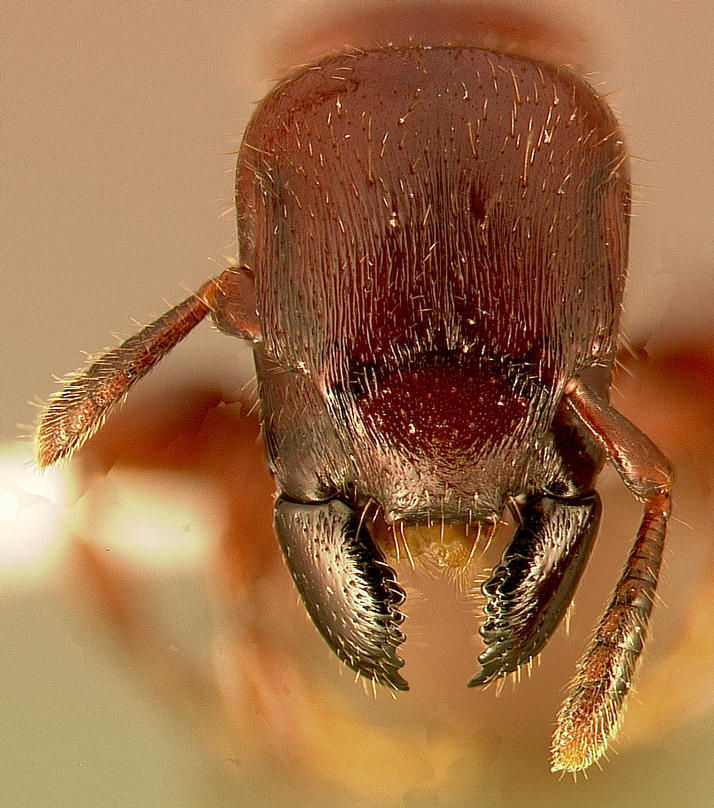
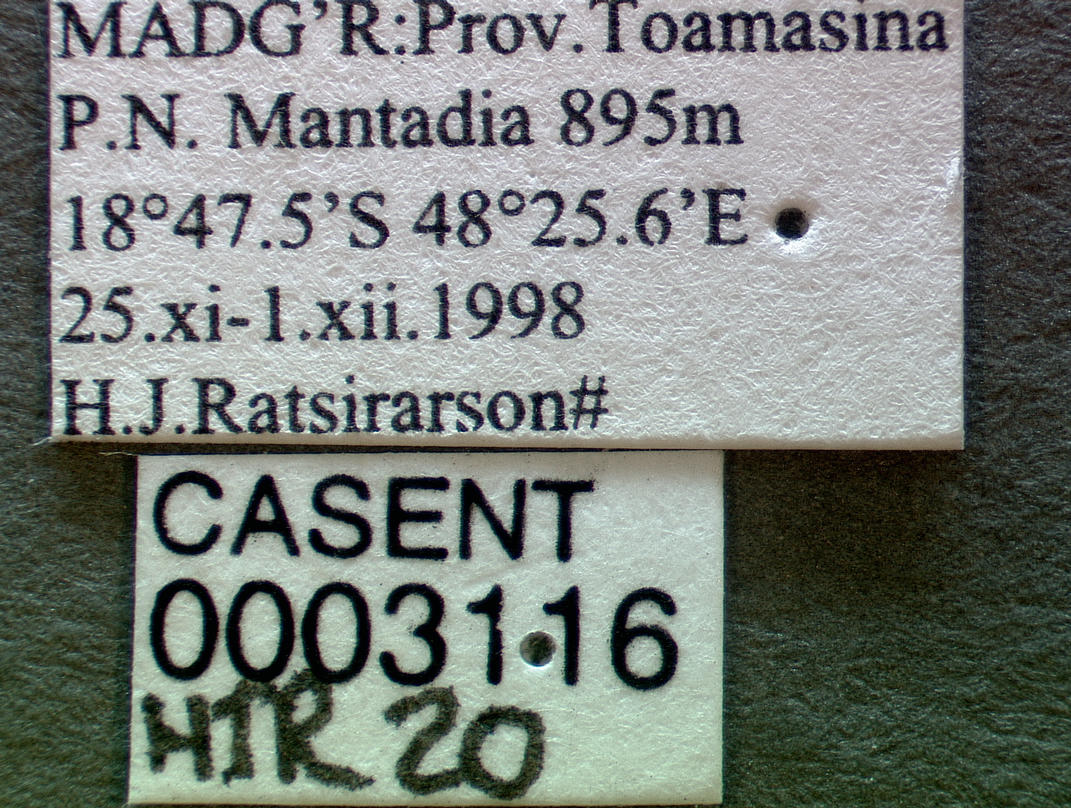
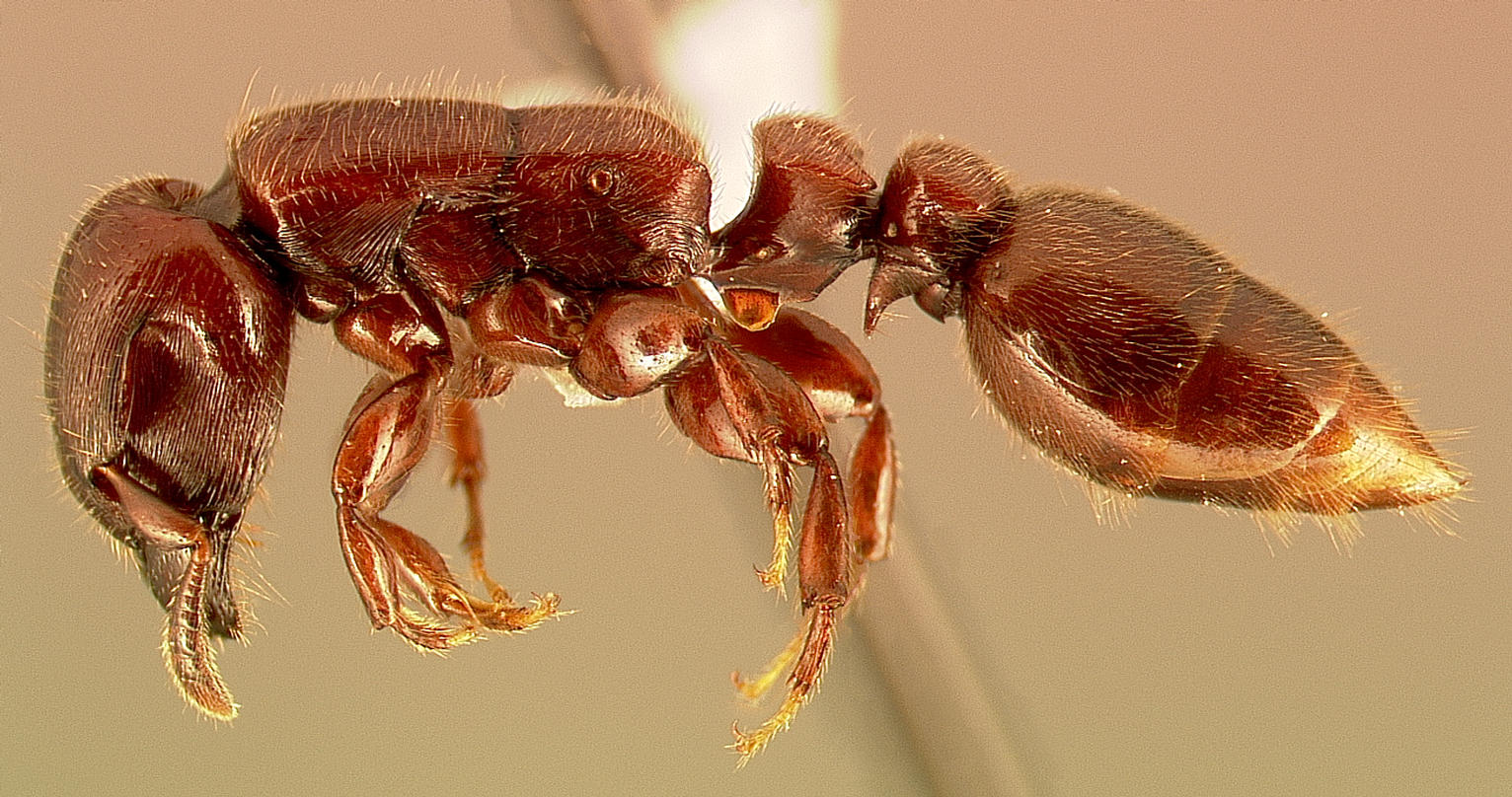
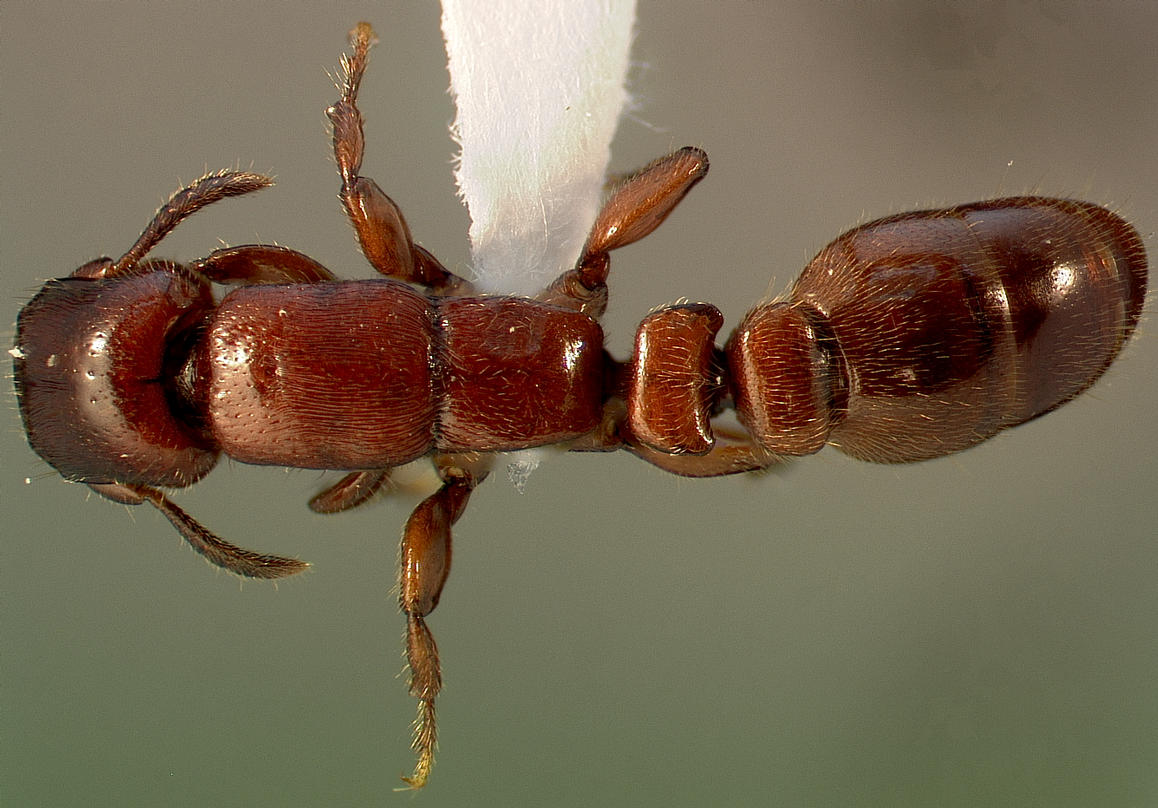
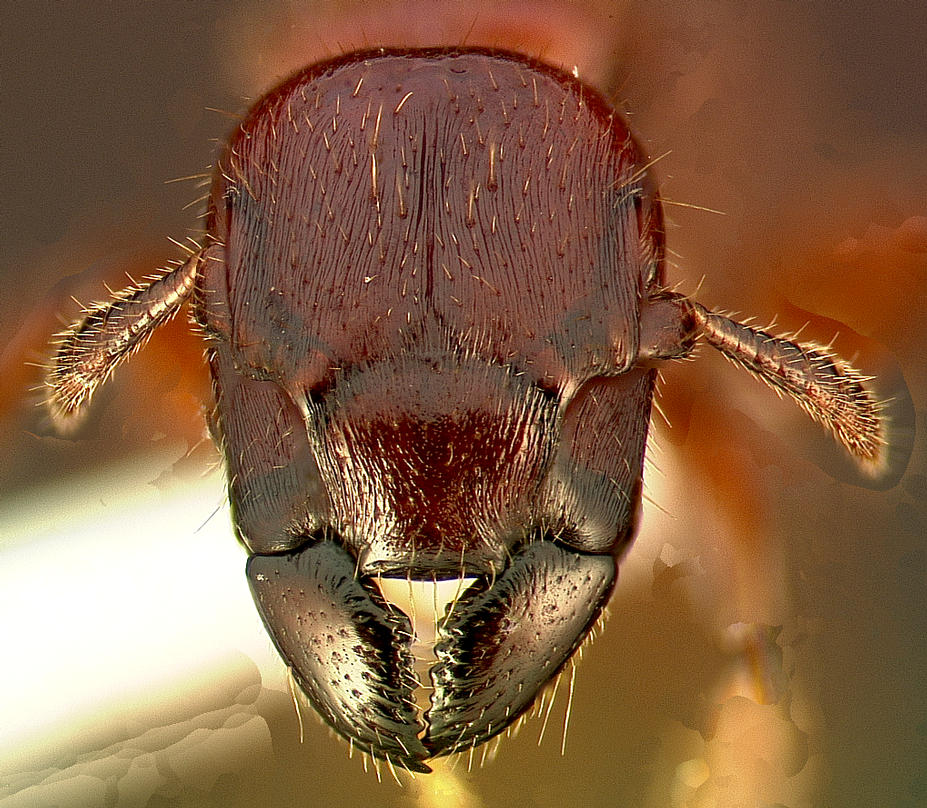